# Лонница (приток Поломети)
Лонница — река в России, протекает по Валдайскому району Новгородской области. Длина реки составляет 18 км. Площадь водосборного бассейна — 50,5 км².

## География и гидрология
Истоки реки находятся примерно в 5 км к северу от озера Русского. Русло реки извилистое, основное направление течения — на северо-запад. Устье реки находится в 118 км по правому берегу реки Полометь у деревни Мосолино напротив деревни Дворец Яжелбицкого сельского поселения.
Кроме деревни Мосолино, населённых пунктов по берегам реки нет.

## Данные водного реестра
По данным государственного водного реестра России относится к Балтийскому бассейновому округу, водохозяйственный участок реки — Ловать и Пола, речной подбассейн реки — Волхов. Относится к речному бассейну реки Нева (включая бассейны рек Онежского и Ладожского озера).
Код объекта в государственном водном реестре — 01040200312102000022264.